# Inimica Vis
 Inimica Vis  è un'enciclica antimassonica di papa Leone XIII, datata 8 dicembre 1892, scritta all'Episcopato Italiano. Questa Enciclica è la versione, in latino, della precedente, e, come la precedente, dedicata alle deplorevoli condizioni della Nazione, la cui causa è, per il Pontefice, la Massoneria.
L'Inimica vis è vista come un rimprovero ai vescovi italiani per una risposta apatica nei confronti della massoneria nazionale, lamentando il fatto che alcuni membri del clero cattolico cooperavano con il governo massonico e anticlericale del Regno d'Italia.
In essa la Massoneria fu denunciata come una "vile setta".
Nella stessa data di promulgazione dell'enciclica, il 18 dicembre 1892, papa Leone XIII scrisse Custodi di quella fede, un'epistola enciclica indirizzata al popolo italiano, in cui attaccò ulteriormente la Massoneria.

## Opposizione alla Massoneria
Il documento descrisse la Massoneria come una forza ostile che aveva tentato di cambiare la società, prendendo di mira in particolare la Chiesa, che di conseguenza era stata chiamata alla guerra santa. Menziona i Papi precedenti, che avevano fatto tutto il possibile per respingere questi attacchi.
La Chiesa cercò di condannare questi attacchi dannosi e ha portato alla luce le macchinazioni nascoste. Sebbene questa lotta fosse promettente, l'autore ritenne che il cattolicesimo fosse a rischio e che il popolo italiano non avesse ancora riconosciuto chiaramente il pericolo imminente. Gli attacchi eretici erano come una malattia infettiva che si stava diffondendo sempre di più e che stava causando grandi danni alla civiltà cristiana.
Queste persone avevano anche cercato di istigare l'opposizione del basso clero, facendo loro false promesse. In questo caso, avevano sottovalutato la virtù del clero, non erano riusciti a sminuire il suo senso del dovere e la sua lealtà. Era quindi importante che i vescovi proteggessero il loro gregge e rafforzassero la loro fraternità interna. Le milizie pagane avrebbero lottato invano contro schiere più forti.